# Angraecum parvulum
Angraecum parvulum là một loài thực vật có hoa trong họ Lan. Loài này được Ayres ex S.Moore mô tả khoa học đầu tiên năm 1877.